# NGC 2163
NGC 2163 ist ein Reflexionsnebel im Sternbild Orion. Das Objekt wurde am 6. Februar 1874 von Edouard Stephan entdeckt.